# Phryganistria
Phryganistria is een geslacht van Phasmatodea uit de familie Phasmatidae. De wetenschappelijke naam van dit geslacht is voor het eerst geldig gepubliceerd in 1875 door Carl Stål.

## Soorten
Het geslacht Phryganistria omvat de volgende soorten:
- Phryganistria fruhstorferi (Brunner von Wattenwyl, 1907)
- Phryganistria grandis Rehn, 1906
- Phryganistria guangxiensis Chen & He, 2008
- Phryganistria heusii (Hennemann & Conle, 1997)
- Phryganistria longzhouensis Chen & He, 2008
- Phryganistria virgea (Westwood, 1848)